# Valines
Valines és un municipi francès situat al departament del Somme i a la regió dels Alts de França. L'any 2007 tenia 640 habitants.

## Demografia

### Població

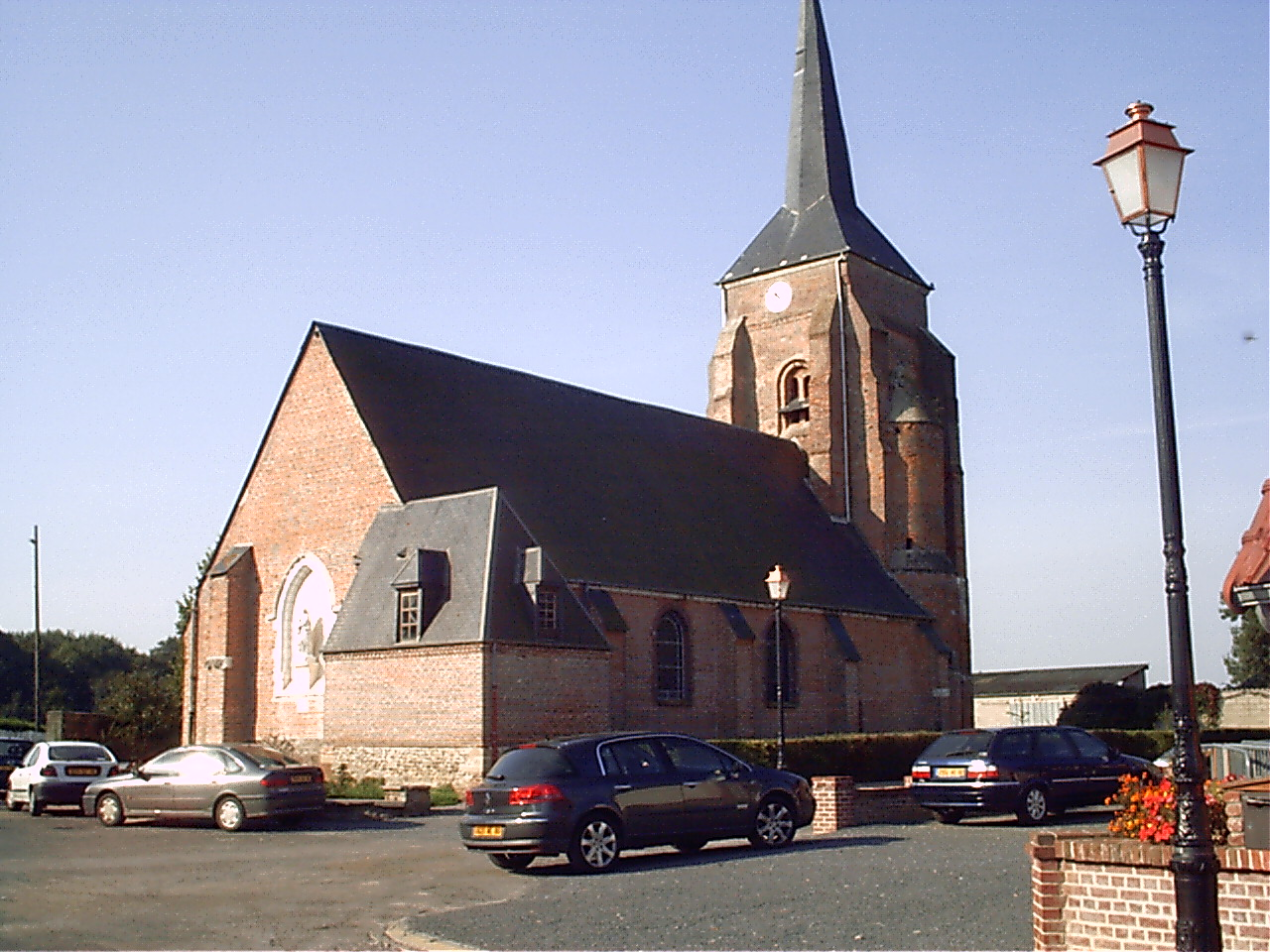

El 2007 la població de fet de Valines era de 640 persones. Hi havia 244 famílies de les quals 44 eren unipersonals (24 homes vivint sols i 20 dones vivint soles), 92 parelles sense fills, 96 parelles amb fills i 12 famílies monoparentals amb fills.
La població ha evolucionat segons el següent gràfic:
Habitants censats

### Habitatges
El 2007 hi havia 280 habitatges, 249 eren l'habitatge principal de la família, 10 eren segones residències i 21 estaven desocupats. 267 eren cases i 8 eren apartaments. Dels 249 habitatges principals, 195 estaven ocupats pels seus propietaris, 51 estaven llogats i ocupats pels llogaters i 3 estaven cedits a títol gratuït; 4 tenien una cambra, 9 en tenien dues, 53 en tenien tres, 80 en tenien quatre i 102 en tenien cinc o més. 199 habitatges disposaven pel capbaix d'una plaça de pàrquing. A 114 habitatges hi havia un automòbil i a 109 n'hi havia dos o més.

### Piràmide de població

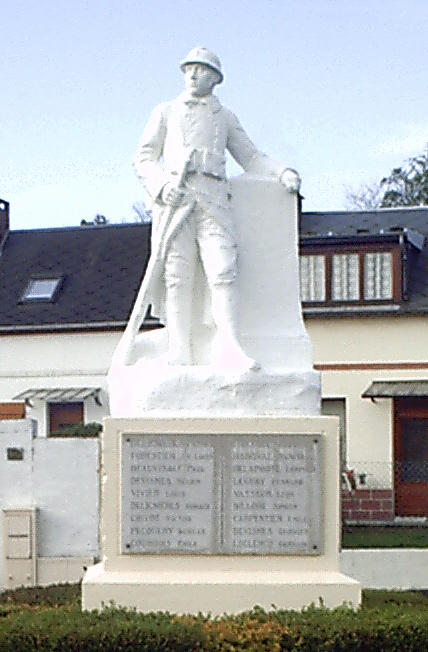

La piràmide de població per edats i sexe el 2009 era:
| Homes | Edats   | Dones |
| ----- | ------- | ----- |
| 0     | 95 o +  | 0     |
| 0     | 90 a 94 | 0     |
| 0     | 85 a 89 | 0     |
| 0     | 80 a 84 | 4     |
| 12    | 75 a 79 | 4     |
| 8     | 70 a 74 | 16    |
| 12    | 65 a 69 | 16    |
| 12    | 60 a 64 | 12    |
| 16    | 55 a 59 | 12    |
| 44    | 50 a 54 | 24    |
| 40    | 45 a 49 | 40    |
| 28    | 40 a 44 | 48    |
| 8     | 35 a 39 | 8     |
| 12    | 30 a 34 | 20    |
| 24    | 25 a 29 | 12    |
| 40    | 20 a 24 | 24    |
| 20    | 15 a 19 | 28    |
| 44    | 10 a 14 | 20    |
| 12    | 5 a 9   | 24    |
| 12    | 0 a 4   | 12    |

## Economia
El 2007 la població en edat de treballar era de 462 persones, 327 eren actives i 135 eren inactives. De les 327 persones actives 290 estaven ocupades (176 homes i 114 dones) i 36 estaven aturades (12 homes i 24 dones). De les 135 persones inactives 50 estaven jubilades, 36 estaven estudiant i 49 estaven classificades com a «altres inactius».

### Ingressos
El 2009 a Valines hi havia 252 unitats fiscals que integraven 662 persones, la mediana anual d'ingressos fiscals per persona era de 16.275 €.

### Activitats econòmiques
Dels 15 establiments que hi havia el 2007, 1 era d'una empresa alimentària, 1 d'una empresa de fabricació de material elèctric, 3 d'empreses de fabricació d'altres productes industrials, 3 d'empreses de construcció, 3 d'empreses de comerç i reparació d'automòbils, 1 d'una empresa de transport, 1 d'una empresa d'hostatgeria i restauració, 1 d'una entitat de l'administració pública i 1 d'una empresa classificada com a «altres activitats de serveis».
Dels 6 establiments de servei als particulars que hi havia el 2009, 1 era una oficina de correu, 1 taller de reparació d'automòbils i de material agrícola, 2 paletes, 1 guixaire pintor i 1 restaurant.
L'únic establiment comercial que hi havia el 2009 era una sabateria.
L'any 2000 a Valines hi havia 7 explotacions agrícoles.

## Equipaments sanitaris i escolars
El 2009 hi havia una escola elemental integrada dins d'un grup escolar amb les comunes properes formant una escola dispersa.

## Poblacions més properes
El següent diagrama mostra les poblacions més properes.